# Royal Academy of Performing Arts
La Royal Academy of Performing Arts (abbraviata in RAPA, Accademia Reale delle Arti Performative in italiano) è un ente pubblico bhutanese, sostenuto dal Ministero dell'Interno e degli Affari Culturali e dal Dipartimento della Cultura, che ha lo scopo di conservare e valorizzare le tradizioni della cultura bhutanese. Fu fondata nel 1954 per iniziativa del terzo Druk Gyalpo del Paese, sua Altezza Jigme Dorji Wangchuck. Nel 1967 fu trasformato ufficialmente in accademia. L'Accademia oggi ha sede nella città di Thimphu.

## Attività
L'Accademia forma giovani danzatori e musicisti, esperti sia di musica religiosa che di musica popolare e laica. L'Accademia inoltre raccoglie e documenta canzoni e danze provenienti dalle diverse regioni del Bhutan. Queste raccolte - che includono non solo elementi più antichi, ma anche generi più moderni come il rigsar - sono poi oggetto di pubblicazione.
I ballerini professionisti dell'Accademia godono di grande fama e spesso sono protagonisti in eventi importanti della vita pubblica, come ad esempio lo tshechu che si tiene ogni anno al Tashichoedzong. Diversi ballerini, infatti, si sono esibiti in occasione del matrimonio reale tra Jigme Khesar Namgyel Wangchuck e Jetsun Pema nel 2011. Durante tutto l'anno, inoltre, gli studenti dell'Academia offrono su richiesta spettacoli di un'ora per ospiti e gruppi di turisti.
I dirigenti dell'Accademia partecipano inoltre a organizzazioni internazionali private senza scopo di lucro che promuovono la musica e la cultura tradizionali bhutanesi.